# Mein Stern (Lied)
Mein Stern ist ein Lied des deutschen Popsängers Ayman aus dem Jahr 2000.

## Entstehung und Veröffentlichung
Geschrieben wurde das Lied gemeinsam vom Danceprojekt Music Instructor (bestehend aus: Mark Dollar, Mike Michaels und Mark Tabak) und Sacha Stadie. Music Instructor zeichnete zudem auch für die Produktion verantwortlich.
Die Erstveröffentlichung von Mein Stern erfolgte als Single am 3. Januar 2000 bei EastWest Records. Diese erschien als CD-Maxi-Single mit vier verschiedenen Versionen des Liedes (Katalognummer: 8573-80246-2). Am 27. März 2000 erschien das Lied als Teil von Aymens Debütalbum Hochexplosiv (Katalognummer: 8573-82290-2).

## Inhalt
„Du bist mein Stern.

Du bist für mich der Sonnenschein.

Ob nah und fern.

Ich werde immer bei dir sein.“

## Musikvideo
Das Musikvideo zu Mein Stern zählte bis Oktober 2024 über 1,8 Millionen Aufrufe auf der Videoplattform YouTube.

## Kommerzieller Erfolg

### Chartplatzierungen
| ChartsChartplatzierungen | Höchstplatzierung | Wochen |
| ------------------------ | ----------------- | ------ |
| Deutschland (GfK)        | 4 (30 Wo.)        | 30     |
| Österreich (Ö3)          | 17 (15 Wo.)       | 15     |
| Schweiz (IFPI)           | 13 (27 Wo.)       | 27     |

| ChartsJahrescharts (2000) | Platzierung |
| ------------------------- | ----------- |
| Deutschland (GfK)         | 9           |

### Auszeichnungen für Musikverkäufe
| Land/Region        | Auszeichnungen für Musikverkäufe (Land/Region, Auszeichnung, Verkäufe) | Verkäufe |
| ------------------ | ---------------------------------------------------------------------- | -------- |
| Deutschland (BVMI) | Platin                                                                 | 500.000  |
| Insgesamt          | 1× Platin ·                                                            | 500.000  |